# زراعة مكثفة
الزراعة المكثفة أو الكثيفة أو الجاهدة أو اللاخِبَة هي نظام إنتاج زراعي يتميز بمعدل بوار منخفض والاستخدام المرتفع للمدخلات مثل: رأس المال، والعمال، أو الاستخدام المكثف لمبيدات الآفات والأسمدة الكيميائية ذات الصلة بقطعة الأرض.
يتناقض هذا مع أنواعٍ كثيرة من الزراعة التقليدية والتي تكون فيها المدخلات أقل لكل وحدة أرض. من خلال التكثيف، يرتفع عادةً استخدام العمال أو تحل الآلات (مدخلات الطاقة) محلهم وحينئذٍ ينخفض استخدام العمال بشكلٍ كبير. يُعد التكثيف الزراعي هو الاستجابة السائدة للنمو السكاني، حيث يَسمَح بإنتاج أكبر من الغذاء مُستخدِمًا نفس المساحة من الأرض.
تتضمن ممارسات الزراعة الحيوانية المكثفة أعدادًا كبيرة من الحيوانات التي تُرَبَى في نفس المساحة المحددة من الأرض ويتطلب هذا كمياتٍ كبيرة من الغذاء والماء والمدخلات الطبية (المطلوبة للحفاظ على صحة الحيوانات في الظروف المحصورة). يُشار إلى العمليات الكبيرة جدًا أو المكثفة الداخلية المحصورة لتربية الماشية (وخاصةً الواصفة لممارسات الزراعة الأمريكية الشائعة) باسم زراعة المصنع وينتقدها المعارضون للمستوى المنخفض لمعايير الرعاية الحيوانية وقضايا الصحة والتلوث المتعلقة بها.
تتضمن الأشكال اليومية الحديثة للزراعة المكثفة للمحاصيل استخدام الحراثة الآلية، والأسمدة الكيميائية، ومنظمي نمو النباتات أو مبيدات الآفات. ترتبط هذه الأشكال باستخدام الميكنة الزراعية، والتي أدت إلى زيادةٍ جوهرية في الإنتاج، ولكنها أيضًا أدت إلى زيادة التلوث البيئي بشكلٍ حاد بسبب زيادة التعرية وتسمم الماء بالمواد الكيميائية الزراعية.

## المزايا
للزراعة المكثفة مزايا عديدة منها:
- الزيادة الملحوظة للمحصول لكل فدان، ولكل شخص، وبالتالي لكل جنيه إسترليني ذي صلةٍ بالزراعة،
- يصبح الغذاء متاحًا بأسعارٍ معقولة للمستهلك حيث تَقِل تكلفة إنتاجه.
- تصبح نفس منطقة الأرض قادرةً على إمداد عدد أكبر من السكان بالغذاء وألياف النسيج مُقَلِلَةً بذلك من خطر حدوث مجاعة.
- الحفاظ على المناطق الموجودة من الغابات ومواطن الغابات المطيرة (والأنظمة البيئية والاقتصادات المستدامة التي من الممكن أن تكون موجودة)، والتي تحتاج أن يتم استقطاعها لأجل طرق الزراعة المكثفة في نفس الموقع الجغرافي. يؤدي هذا إلى الانخفاض في انبعاث ثاني أكسيد الكربون (CO2) الذي ينتجه البشر (الناتج من إزالة العَزل الذي توفره الغابات الحرشية والغابات المطيرة).
- في حالة مزارع الماشية المكثفة:، هناك فرصة لالتقاط انبعاثات الميثان التي قد تُسهِم من ناحيةٍ أخرى في ارتفاع درجة حرارة الكرة الأرضية. وبمجرد التقاطها، يمكن استخدام هذه الانبعاثات لتوليد حرارة أو طاقة كهربائية، ومن ثَم تقليل الطلب المحلي على الوقود الحفري.

## العيوب
ولكن، تُغَيِّر الزراعة المكثفة، البيئة بطرقٍ عديدة.
- تحِد من أو تُدمر الموطن الطبيعي لمعظم المخلوقات البرية، وتؤدي إلى تعرية التربة.
- يؤدي استخدام الأسمدة إلى تغير بيولوجيا الأنهار والبحيرات.[10] يُرجِع بعض علماء البيئة وجود منطقة نقص الأكسجين في خليج المكسيك إلى زيادة تكاثر الطحالب نتيجةً للتسميد النيتروجيني.
- تَقتُل مبيدات الآفات الحشرات النافعة مثلما تَقتُل الحشرات التي تدمر المحاصيل.
- لن تكون الزراعة مستدامة إن لم يتم إدارتها بشكلٍ سليم—وقد تؤدي إلى التصحر، أو تجعل الأرض عالية السُمية ومتآكلة لدرجة الحد من نمو أي شيء آخر هناك.
- يتطلب كميات كبيرة من مُدخَلات الطاقة لإنتاج، ونقل، واستعمال الأسمدة الكيميائية/مبيدات الآفات
- تؤدي المواد الكيميائية المُستخدَمة إلى حدوث جريان المياه، منتهية إلى الأنهار والبحيرات أو تَصُب في خزانات المياه الجوفية.
- هناك عديد من الآثار السلبية على الصحة لاستخدام مبيدات الآفات على العمال القائمين بوضعِها، والأفراد الذين يعيشون بالقرب من منطقة وضع هذه المبيدات أو في اتجاه المجرى أو اتجاه الرياح، والمستهلكين الذين يأكلون المبيدات الباقية في غذائهم.

## ما قبل الزراعة المكثفة الحديثة
تتضمن التقنيات والهياكل التي كانت موجودة قبل الزراعة المكثفة الحديثة المُدَرَّجات، وحقول الأرز، وأشكال متنوعة من تربية الأحياء المائية.

### المُدَرَّج

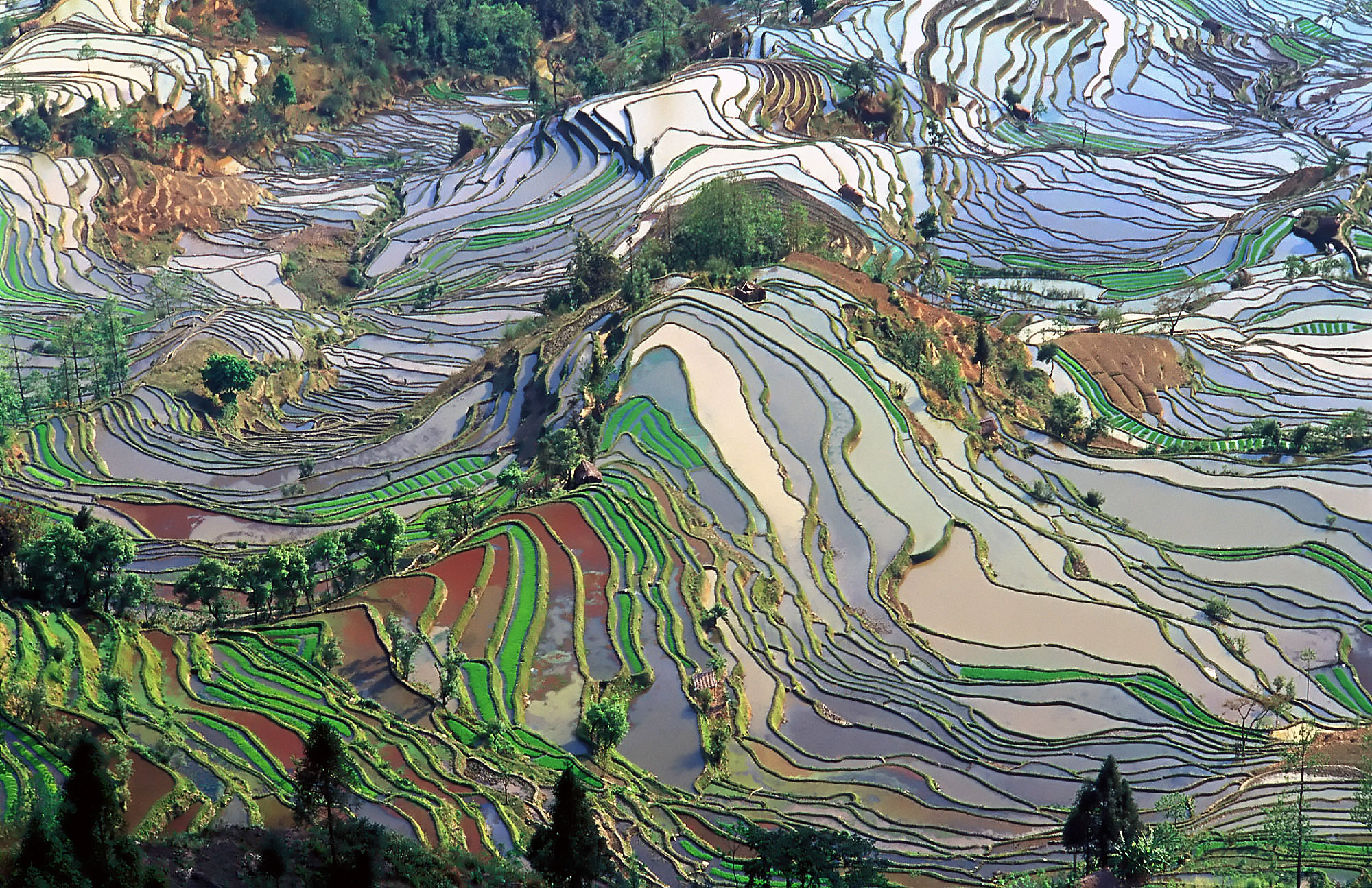
حقول الأرز المُدَرَّجة في مقاطعة يونان، الصين

في الزراعة، يُعد المُدَرّج هو قطاع مُمَهَد في منطقةٍ مزروعة كثيرة التلال مصممة كطريقةٍ لحفظ التربة لتقليل أو منع جريان المياه السطحية لماء الري. وفي معظم الأحيان، تُشَكَّل مثل هذه الأراضي إلى مدرجاتٍ متعددة، مما يؤدي إلى ظهورها مُدرَّجة الشكل. تُعتَبَر المناظر البشرية لزراعة الأرز في المُدَرَّجات التابِعة للخطوط الطبيعية للجرف الحراثة الكنتورية هي سمة كلاسيكية مميزة لجزيرة بالي ومدرجات زراعة الأرز في باناو (Banaue) في بينجت (Benguet)، الفلبين (Philippines). في بيرو (Peru)، استفادت إنكا من المُنحدرات غير الصالحة للاستعمال عن طريق الجدار الجاف لإنشاء مُدَرَجَّات.

### حقل الأرز المغمور
يُعد حقل الأرز المغمور هو قطعة أرض مغمورة بالماء من أرض صالحة للزراعة، تُستَخدَم في زراعة الأرز المحاصيل شبه المائية الأخرى. تُعتَبر حقول الأرز المغمورة هي سمة مميزة لدول زراعة الأرز في شرق وجنوب شرق آسيا مثل: ماليزيا، والصين، وسيريلانكا، وبورما (Myanmar)، تايلاند، وكوريا، واليابان، وفيتنام، وتايوان، وإندونيسيا، ةالهند، وأخيرًا الفلبين. وتوجد أيضًا في أقاليم زراعة الأرز الأخرى مثل: بييمونتي (إيطاليا)، وكامارج (Camargue) (فرنسا) ووادي أرتيبونيت (Artibonite Valley) (هاييتي (Haiti)). يمكن لهذه الحقول أن تنمو طبيعيًا على طول الأنهار أو الأهوار، أو يمكن إنشاؤها حتى على جوانب التلال، وتكون غالبًا عن طريق العمل والمواد. كما تتطلب كميات كبيرة من الماء للري، والتي تكون معقدةً إلى حدٍ ما بالنسبة للأنظمة عالية التطوير لحقول الأرز المغمورة. توفر الفيضانات كميات الماء الضرورية لنمو المحصول. وتوفر بيئةً مناسبةً لسلالة الأرز التي تنمو، بينما تكون معاديةً لأنواع عديدة من الحشائش. مثل أنواع الحيوانات العاملة الموجودة في المناطق الرطبة، يُعَد جاموس الماء ذا استخدام واسع الانتشار في حقول الأرز الآسيوية. يُقَدَّر إنتاج الميثان العالمي الناتج عن حقول الأرز المغمورة بكمياتٍ تتراوح من 50 إلى 100 مليون طن سنويًا.
مارست كوريا زراعة الأرز القائمة على الحقول المغمورة منذ العهود القديمة. يوضح المنزل البدائي في موقع (Daecheon-ni) المهجور المحتوي على حبوب الأرز المُكربنة وتواريخ الكربون المشع أن زراعة الأرز قد تكون بدأت مبكرًا مثل فترة الفخار (Jeulmun Pottery Period) (3500-2000 قبل الميلاد) في شبه جزيرة كوريا (Crawford and Lee 2003).[بحاجة لرقم الصفحة] وربما تم استخدام صناعة الأرز الأقدم في شبه جزيرة كوريا الحقول الجافة بدلاً من الحقول المغمورة بالماء.
كانت حقول فترة (Mumun) تقع عادةً في الأخاديد الضيقة المنخفضة التي تكون بطبيعتها مستنقعية ويتم تغذيتها عن طريق نظام التيار المحلي. كانت معظم حقول (Mumun) مصنوعةً من سلسلةٍ من المربعات والمستطيلات المنفصلة عن بعضِها البعض بسدودٍ يبلغ ارتفاعها 10 سم تقريبًا، بينما تكونت حقول الأرز المغمورة المُدَرَّجة من أشكالٍ طويلة غير منتظمة والتي تتبع الخطوط الطبيعية للأرض بمستوياتٍ مختلفة (Bale 2001; Kwan 2001).[بحاجة لرقم الصفحة]
استخدم مزارعي فترة (Mumun) جميع العوامل المتواجدة اليوم في حقول الأرز مثل: التَدَّرُج، والسدود، والقنوات، والخزانات الصغيرة. يمكن تفسير بعض تقنيات زراعة حقول الأرز في فترة (Middle Mumun) (قبل الميلاد 850-500) من الأدوات الخشبية المحفوظة جيدًا والمُستَخرجَة من حقول الأرز الأثرية في موقع (Majeon-ni Site). وبالرغم من ذلك، لم تظهر الأدوات المصنوعة من الحديد لزراعة حقول الأرز المغمورة إلا بعد 200 عام قبل الميلاد. ازداد النطاق المكاني لحقول الأرز المفردة، وحقول الأرز بأكملها مع الاستخدام المنتظم لأدوات الحديد في فترة ممالك كوريا الثلاثة (Three Kingdoms of Korea) (300/400-668 ميلاديًا).

## أنواع الزراعة المكثفة الحديثة
بداية يمكن تعريف نظام الإنتاج المكثف على أنه الوصول إلى أعلى معدلات الإنتاج بأقل تكلفة ممكنة وأقل مجهود ممكن مع توفير أحدث عناصر الإنتاج المطلوبة. تُشير الزراعة المكثفة الحديثة إلى الإنتاج الصناعي للحيوانات (الماشية، والدواجن، والأسماك) والمحاصيل. تُصَمَّم الطُرق المُوَظَّفَة للحصول على أعلى إنتاج بأقل تكلفة؛ مستخدمة عادةً اقتصاديات المقياس، والآلية الحديثة، والطب الحديث، والتجارة العالمية لتمويل المشتريات والمبيعات. ينتشر هذا الأسلوب انتشارًا واسعًا في الدول المتقدمة، فيتم إنتاج معظم اللحوم، الألبان، والبيض والمحاصيل المتوفرة في المراكز التجارية بنفس هذه الطريقة.

### الزراعة المكثفة المستدامة
تركز الزراعة المكثفة الحيوية على تحقيق أعلى قدر من كفاءة: المحصول لكل وحدة أرض، والطاقة الناتجة لكل مدخل من مدخلات الطاقة، والعائد لكل مدخل مائي، وما إلى ذلك.
تضم الحراجة الزراعية تقنيات كلٍ من الزراعة والبستان/ الغابة لإنشاء أنظمة لاستخدام الأراضي تكون أكثر تكاملاً، وتنوعًا، وإنتاجًا، وربحًا وتكون أيضًا صحية، ومستدامة. يمكن للزراعة البينية أيضًا زيادة نواتج كل وحدة أو تقليل المُدخلات لتحقيق نفس الغرض، وبذلك تَقَدَّم (من المحتمل أن تكون مستدامة) التكثيف الزراعي. ولسوء الحظ، تتضاءل نواتج أي محصول محدد، ويمثل التغيير تحديات جديدة للمزارعين المُعتَمِدين على معدات الزراعة الحديثة والتي تناسب الزراعة الأحادية. تم اقتراح الزراعة العمودية، وهي نوعًا من إنتاج المحصول المكثف الذي يزيد الغذاء بشكلٍ كبيرٍ في المراكز الحضرية، كطريقةٍ لتقليل التأثير البيئي السلبي للزراعة الريفية التقليدية.

### الزراعة المائية المكثفة
تُعد الزراعة المائية هي زراعة منتج طبيعي من الماء (الأسماك، والمحار، ةالطحالب، والأعشاب البحرية والكائنات المائية الأخرى). وتتضمن الزراعة المائية المكثفة أحيانًا خزانات أو أنظمة ذا تحكم شديد ومُصممة لزيادة إنتاج الحجم أو المنطقة المتاحة من الموارد المائية.

### تربية الماشية المكثفة

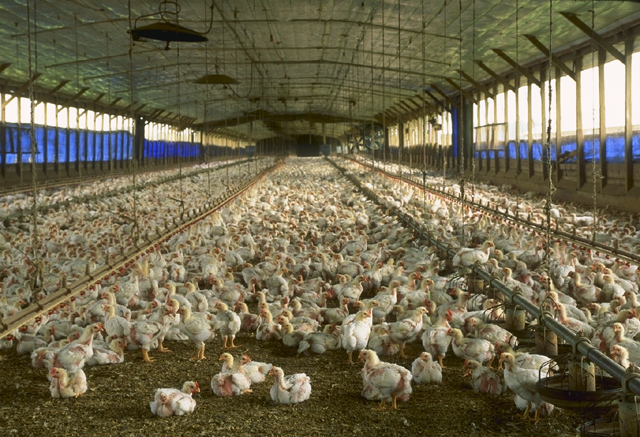
منزل دجاج تجاري يُرَبي الفراريج الصغيرة من أجل اللحم.

يُشير مصطلح «زراعة المصنع» إلى عملية تربية الماشية في تطويقٍ بكثافةٍ تخزينية عالية، حيث تصبح المزرعة مثل المصنع — وهي طريقة نموذجية في الزراعة الصناعية من خلال الأعمال التجارية الزراعية. يُعد المُنتَج الأساسي لهذه الصناعة هو اللحم، والحليب والبيض للاستهلاك البشري. يُستخدم المُصطَلَح أيضًا بمعنى تحقيري منتقدًا عمليات الزراعة واسعة النطاق والتي تؤدي إلى حبس الحيوانات.

### الرعي المكثف الموجَّه
يُستخدم نظام إدارة الماشية المكثف المستدام بشكلٍ متزايد لتحسين الإنتاج إلى أقصى حد داخل إطار الاستدامة كما أنه لا يُعتبر عمومًا زراعة المصنع.
تُشير الزراعة المكثفة إلى نظام إنتاج زراعي يتميز بالمدخلات العالية لرأس المال، والعمال، والاستخدام الكثيف للتقنيات مثل: مبيدات الآفات والأسمدة الكيميائية ذات الصلة بالأرض.[1][2]
يتناقض هذا مع الأشكال الأخرى العديدة من الزراعة المستدامة مثل: الزراعة المُعَمِرة أو الزِراعَة الواسعة، والتي تتضمن مُدخَلات منخفضة نسبيًا من المواد والعمال، ذات الصلة بالأرض المزروعة، والتي تُرَكِّز على الحفاظ على صحة بيئية طويلة الأمد للأرض الزراعية، لكي يمكن زراعتها إلى أجلٍ غير مسمى.
تتضمن أشكال زراعة المحاصيل اليومية الحديثة استخدام الحراثة الآلية، والأسمدة الكيميائية، ومبيدات الأعشاب، ومبيدات الحشرات، ومنظمات نمو النباتات، ومبيدات الآفات. كما أنها تتعلق بالاستخدام المتزايد للميكنة الزراعية، والتي أدت إلى زيادةٍ جوهرية في الإنتاج، ولكنها أدت أيضًا إلى زيادة التلوث البيئي بسبب ما أحدثته من تعرية، وتسمم الماء بالمواد الكيميائية الزراعية، وتدمير الغابات لإتاحة مساحة للأرض الزراعية.[1]
يمكن للممارسات الزراعة الحيوانية المكثفة أن تتضمن أعدادًا كبيرة من الحيوانات التي يتم تربيتها في أرضٍ محدودة والتي تتطلب كميات كبيرة من الطعام، والماء، والمدخلات الطبية (المطلوبة للحفاظ على صحة الحيوانات في هذه الظروف المحصورة).[2] يُشار إلى عمليات تربية الماشية المكثفة الداخلية المحصورة أو الكبيرة جدًا (وخاصةً الواصفة للممارسات الزراعية الأمريكية الشائعة) باسم زراعة المصنع[3][1][4] وينتقدها المعارضون للمستوى المنخفض لمعايير الرعاية الحيوانية[4][5] والتلوث وقضايا الصحة ذات الصلة.[6][7]

## مزرعة زراعة صناعية فردية
تواجِه مَزارِع الزراعة الصناعية الفردية تَحديات ومشكلات رئيسية تتضمن: :
- أنظمة الزراعة المتكاملة
- الدورة الزراعية
- كفاءة استخدام الماء
- مراجعات المُغذيات
- مقاومة مبيد الأعشاب
- الأدوات المالية (مثل: العقود الآجلة والخيارات)
- جمع وفهم معلومات عن المزرعة الخاصة
- معرفة المنتجات / الأسواق / العملاء
- إرضاء احتياجات العميل
- تأمين المقبول للهامش صافي الربح
- تكلفة دفع الدين
- القدرة على الكسب والحصول على الدخل المُكتسب خارج-المزرعة
- إدارة الآلات واستثمارات الإدارة[22]

### أنظمة الزراعة المتكاملة
يُعد نظام الزراعة المتكامل هو نظام تقدمي، متكامل بيولوجيًا للزراعة المستدامة مثل: الزراعة المائية متعددة التغذية المتكاملة أو الزراعة بدون مخلفات حيث يتطلب تنفيذهما معرفةً دقيقةً بتفاعلات الأنواع العديدة وتتضمن فوائدهما كلاً من الاستدامة والربحية المتزايدة.
تتضمن عوامل التكامل:
- تقديم النباتات المزهرة إلى الأنظمة البيئية الزراعية عن قصدٍ بغرض زيادة موارد حبوب اللقاح والرحيق التي تحتاجها الأعداء الطبيعية من الآفات الحشرية[23]
- استخدام الدورة الزراعية ومحاصيل التغطية لقمع الديدان الأسطوانية في البطاطس[24]

### الدورة الزراعية

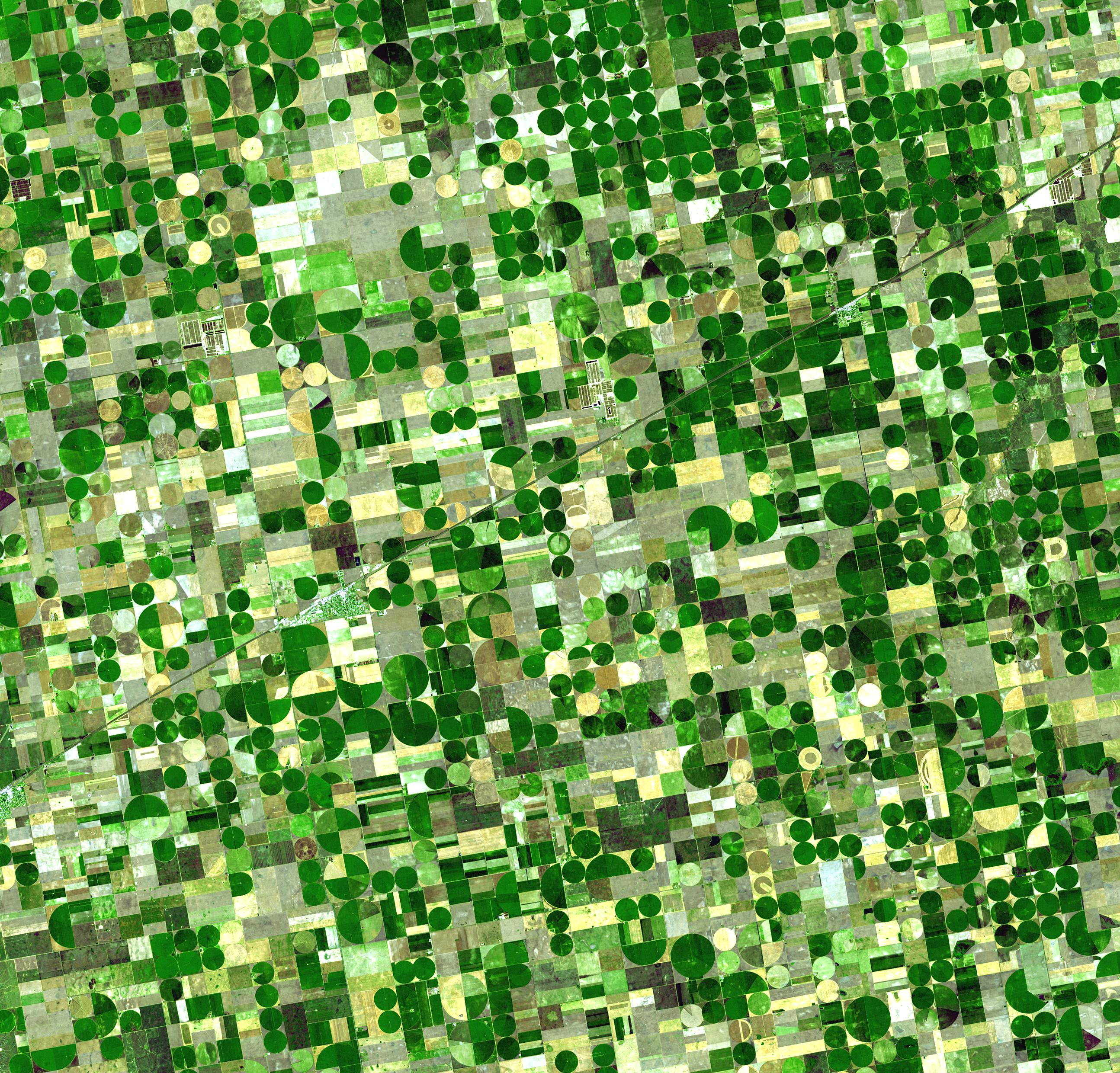
صورة الأقمار الصناعية لحقول محاصيل دائرية في مقاطعة هاكسيل، كانزاس (Haskell County, Kansas) في آخر شهر يونيو 2001. المحاصيل الصحية، التي تنمو من ذرة ةسورغم لونها أخضر (قد يكون السورغم شاحبًا قليلاً). القمح ذهبي لامع. تم حصاد وحرث الحقول التي أصبحت بُنِّيَة اللون مؤخرًا والتي توجد في الأرض التي تم حرثها لمدة عام.

الدورة الزراعية أو التسلسل الزراعي هو زرع سلسلةً من الأنواع المختلفة من المحاصيل في نفس المساحة في مواسم متتابعة لتحقيق فوائد متنوعة مثل تجنب زيادة وجود العوامل الممرضة والآفات التي تَحدُث عند استمرار زراعة نوعٍ واحد من المحاصيل. تسعى الدورة الزراعية أيضًا إلى إحداث توازن في عوامل خصوبة التربة التي تتطلبها المحاصيل المتنوعة لتجنب الاستنفاذ المفرط لمغذيات التربة. يُعتبر تجديد النيتروجين من خلال استخدام السماد الأخضر تتابعيًا مع الحبوب والمحاصيل الأخرى مكونًا تقليديًا للدورة الزراعية. إنه من مكونات الزراعة المتعددة. تُحسّن الدورة الزراعية أيضًا بنية التربة والخصوبة من خلال تناوب زراعة النباتات عميقة الجذور والأخرى سطحية الجذور.

### الري

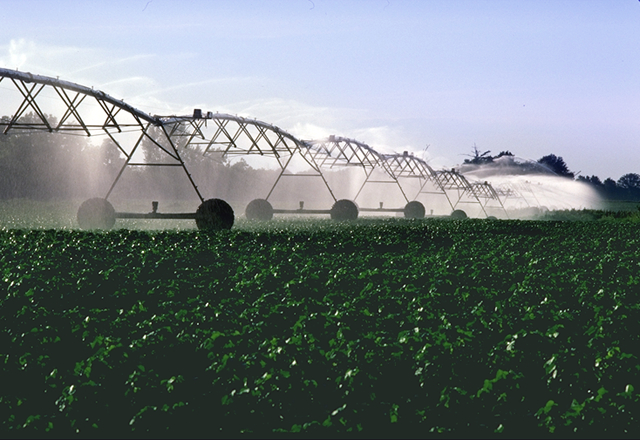
الري العلوي (بالرش)، مركزي محوري التصميم

يَستهلك ري المحاصيل 70% من الاستخدام العالمي للمياه العذبة. يُعتبر القطاع الزراعي في معظم الدول هامًا من الناحية الاقتصادية والسياسية، وتشيع إعانات المياه. وقد حث أنصار الحفاظ على المياه على إزالة جميع الإعانات لإجبار المزارعين على زراعة المزيد من المحاصيل الموفرة للمياه وتبني تقنيات ري أقل استهلاكًا للمياه.
تُشير كفاءة استخدام المياه إلى تقليل الخسائر الناتجة عن التبخر، وجريان المياه السطحية أو الصرف تحت السطحي. يُستخدم حوض التبخر لتحديد كمية الماء المطلوبة لري الأرض. يُعَد الري بالغمر، النوع الأقدم والأكثر شيوعًا، غالبًا ما يكون متفاوتًا جدًا في التوزيع، حيث تستقبل بعض أجزاء الحقل مياه زائدة لتوصيل كميات كافية للأجزاء الأخرى. يُعطي الري بالرش، عن طريق استخدام مرشات مركزية محورية أو جانبية، نموذجًا للتوزيع أكثر تساويًا وتحكمًا. يُعَد الري بالتنقيط هو النوع الأغلى والأقل استخدامًا، ولكنه يقدم أفضل نتائج في توصيل المياه إلى جذور النباتات مع أقل خسائر للمياه.
تُعتَبر أنظمة الري المتغيرة عمليةً مكلفةً، غالبًا ما تُركز جهود الحفاظ على الماء على زيادة كفاءة النظام الحالي. يتضمن هذا حفر التُرَبة المضغوطة، وإنشاء جسور مُخددة لمنع جريان المياه السطحية، ومستخدمةً أجهزة استشعار رطوبة التربة وهطول الأمطار لتحسين جداول الري إلى أقصى حد.
تتضمن معايير إدارة مستجمعات المياه إعادة إعداد الحفر، التي تجمع مياه الأمطار والجريان السطحي وتستخدمهما لإعادة تغذية إمدادات المياه الجوفية. يساعد هذا في تكوين آبار المياه الجوفية، وما إلى ذلك. وأخيرًا يقلل حدوث تعرية التربة الناتجة عن المياه الجارية.